# مايكل جونز (ممثل)
مايكل جونز (بالإنجليزية: Michael Jones)‏ هو كاتب سيناريو ويوتيوبي وممثل أمريكي، ولد في 24 يوليو 1987 في الولايات المتحدة.

## وصلات خارجية
- مايكل جونز على موقع IMDb (الإنجليزية)
- مايكل جونز على موقع قاعدة بيانات الفيلم (الإنجليزية)